# جون سيسيل جونز
جون سيسيل جونز (بالإنجليزية: John Cecil Jones)‏ هو عسكري أمريكي، ولد في 9 يوليو 1915 في كوتون فالي في الولايات المتحدة، وتوفي في 8 أغسطس 1946 في مقاطعة وبستر في الولايات المتحدة.